# عود میر
عود میر (به هلندی: Oude Meer) یک منطقهٔ مسکونی در هلند است که در هارلمرمیر واقع شده‌است. عود میر ۲۳۰ نفر جمعیت دارد.